# Enmerkar
Enmerkar Uruk félig mitikus, félig valóságos történeti királya. Neve (𒂗𒈨𒅕𒃸) az EN.ME.IR.KAR2, vagy ENME.ME.IR.KAR2, ENSI3.ME.IR.KAR2 tagokból áll össze, valószínűleg felvett vagy az utókor által adományozott név. Jelentése: en/enme = király vagy pap (az akkád entu, enu vagy bēlu megfelelője), me = az isteni tevékenységet lehetővé tevő tulajdonság, vagyis isteni „szubsztancia”, ir (er) = igeképző, a KAR2 = ragyogás, fénylés, felemelkedés. A név jelentése tehát „ragyogó (felemelkedő) isteni uralkodó”.
A sumer királylista szerint „Meskiaggaser fia, aki Uruk várost építette”, az I. uruki dinasztia második királya volt az i. e. 3. évezred első felében. Az Enmerkar és Aratta ura című eposz szerint ő találta fel az írást – a legrégibb írásos emlékek valóban Urukban, az Éanna-körzetből kerültek elő –, összeütközésbe került Aratta városállammal, amit „hét hegy választott el Sumertól” – valószínűleg az iráni fennsíkon lehetett. A templomok díszítéséhez aranyra, ezüstre, lazúrkőre és karneolra lett volna szüksége, amit végül fenyegetéssel, ékírásos levelek küldésével, katonai nyomással és gabonaszállítással sikerült megszereznie Aratta enjétől.
Leánya Ninszun, a később istennőként tisztelt királynő, Gilgames anyja. Alakját az uruki epikus ciklus örökítette meg.